# علي بن المقرب العيوني
عَلِيُّ بنُ المُقَرَّبِ العُيُونِيّ شاعر من أهل الأحساء، توفي عام 630 هـ (1232م)، وهو من أواخر من يعرف من الشعراء المختصّين بنظم الشعر الفصيح بين أهل الجزيرة العربية قبل العصر الحديث. يرجع بنسبه إلى العيونيين من عبد القيس، الذين حكموا الأحساء في تلك الفترة بعد انتزاعها من القرامطة. وهو شاعر الدولة العيونية، ويعتبر ديوانه والشروحات التي أرفقت به من أهم المصادر حول تاريخ تلك الدولة.
وقد حقَّق ديوانه الشعري عدَّة مرَّات عددٌ من الباحثين، منهم أحمد موسى الخطيب وحديثًا تحقيق وشرح ديوان ابن المقرب لثلاثة باحثين هم عبد الخالق الجنبي، وعبد الغني العرفات، وعلي البيك.

## قالوا عنه
جاء في كتاب الأعلام تأليف خير الدين الزركلي: ابن المقرب العيوني (572 هـ - 629 ه‍ـ = 1176 - 1232م)
- علي بن المقرب بن منصور بن المقرب ابن الحسن بن عزيز ضبار الربعي العيوني، جمال الدين، أبو عبد الله:

شاعر مجيد، من بيت إمارة. نسبته إلى مدينة العيون وهي بلد قائمة بنفس مسماها هذا إلى يومنا هذا، (غربي الخليج العربي) اضطهده أميرها «أبو المنصور علي بن عبد الله بن علي» وكان من أقاربه، فأخذ أمواله، وسجنه مدة. ثم أفرج عنه، فأقام على مضض. رحل إلى العراق، فمكث في بغداد أشهرا. وعاد فنزل في «هجر» ثم في «القطيف» واستقر ثانية في بلده «الأحساء» محاولا استرداد أمواله وأملاكه، ولم يفلح. وزار الموصل سنة 617 ه‍ـ، للقاء الملك الأشرف بن العادل، فلما وصل إليها كان الأشرف قد برحها لمحاربة الإفرنج في دمياط. اجتمع به في الموصل ياقوت الحموي، وروى عنه بيتين من شعره، وذكر أنه «مدح بالموصل بدر الدين - لؤلؤا - وغيره من الأعيان، ونفق، فأرفدوه وأكرموه» وعاد بعد ذلك إلى البحرين، فتوفي بها أو ببلدة «طيوي» من عمان. له «ديوان شعر - ط». وللمعاصر عمران بن محمد العمران «ابن مقرب، حياته وشعره - ط».
أما في كتاب أعيان الشيعة تأليف العلامة السيد محسن الأمين:
علي بن المقرب العيوني الأحسائي. قال الحافظ المنذري في كتابه التكملة لوفيات النقلة، نسخة دار الكتب المصرية في ذكر وفيات سنة 629 هـ ويقال: أبو الحسن علي بن المقرب بن منصور بن المقرب بن الحسن بن عزيز بن سنبار بن عبد الله بن محمد بن إبراهيم الربعي العيوني البحراني الأحسائي الشاعر بالبحرين ومولده سنة اثنتين وسبعين وخمسمائة بالأحساء من بلاد البحرين وقيل أنه توفي في رجب من هذه السنة 629. قدم بغداد وحدث بها شيئا من شعره، كتب عنه غير واحد من الفضلاء ودخل الموصل أيضا ومدح ملكها وأقبل عليه أهل البلد أيضا
وكان شاعرا مجيدا مليح الشعر وقيل أنه من بكر بن وائل انتهى ويقول الدكتور مصطفى جواد أنه أقام ببغداد سنة 610 وسنة 614 أو بعضها وسمع الأدباء والرواة عليه شعره أو كثيرا منه ويقول أن وفاته كانت في البحرين في المحرم سنة 621 كما أنه لقبه بكمال الدين أو موفق الدين أبو عبد الله اه.
وقال في كتاب ساحل الذهب الأسود: نظم الشعر في سن مبكرة وهو لا يتجاوز العاشرة من العمر وقضى أيام شبابه بالأحساء وكان طموحا للملك، وقد شاهد بام عينه مدى التناحر والانشقاق في الأسرة العيونية، وطمع كل أمير في الاستئثار بالملك حتى تجزأت بلاد البحرين إلى إمارات بين أسرته، وظل كل أمير يثب على ابن عمه أو أخيه فيقاتله أو يقتله. وقد أصاب الشاعر شيء من هذه المحنة فصادر أبو المنصور أملاكه وسجنه، ولما أطلق سراحه غادر الأحساء إلى بغداد، وحين تولى محمد بن ماجد عاد إلى مسقط رأسه فمدحه أملا منه في استرجاع أملاكه، فماطل في وعده ووشى به بعض الحساد من جلساء الأمير، فخاف الشاعر على نفسه فغادرها إلى القطيف ولبث فيها فترة مدح أميرها الفضل بن محمد دون جدوى، ثم عاد أخيرا إلى الأحساء أملا منه في إصلاح الوضع، فلما يئس غادرها إلى الموصل حيث مدح أميرها بدر الدين بقصائد كما هجاه أخيرا حين لم يصل منه إلى غاياته، وكان هذا الأمير مملوكا أرمنيا فمما قاله فيه:
له ديوان شعر مطبوع حذف منه طابعوه مدائحه ومراثيه في آل البيت. ذكره صاحب أنوار البدرين في ترجمة علماء الأحساء والقطيف والبحرين فقال في الباب الثالث في ترجمة علماء هجر وهي الأحساء: ومن أدبائها البلغاء وأمرائها النبلاء الأمير الأريب الأديب المهذب علي بن مقرب الأحسائي ينتهي نسبه إلى عبد الله بن علي بن إبراهيم العيوني الذي أزال دولة القرامطة من ربيعة كما تقدم، وقال قبل ذلك لم تزل القرامطة في دولتهم ومنكراتهم حتى أباد الله دولتهم وأخمد صولتهم بظهور الأمير عبد الله بن علي العيوني الأحسائي آل إبراهيم من ربيعة جد الأمير علي بن مقرب الشاعر الأديب فبقي يغاديهم ويراوحهم بالحرب مدة سبع سنوات وهو في أربعمائة رجل وربما تزيد ميلا حتى ذهبت أيامهم وعفت رسومهم وأعوامهم وإلى ذلك يشير المترجم في بعض قصائده:
قال وكان المترجم أديبا فاضلا ذكيا أبيا شاعرا مصقعا من شعراء أهل البيت ومادحيهم المتجاهرين ذا النفس الأبية والأخلاق المرضية والشيم الرضية، وقد كشف جامع ديوانه وشارحه كثيرا من أحواله بتفصيله واجماله وهو مطبوع وإن كان الظاهر أنه من المخالفين له في المذهب والمشاركين له في الأدب ولهذا حذف من أشعاره المراثي والمدائح وجرد منها ما هو الأولى بالذكر والصالح ويحتمل التقية في حقه وقد وقعت له على مراث كثيرة في الحسين ع منها المرثية في نظم مقتل الحسين ع ومنها قصائد من جملتها القصيدة المشهورة التي أولها:
يقول في آخرها:
وفي نظمه الحماسة والأمثال الجيدة مع البلاغة المستحسنة، وقد أصابته من بني عمه نكبات أوجبت له تجشم الغربات وفي ديباجة شرح ديوانه شرح لما لقيه من زمانه وهو مبذول اه.
قال في اغترابه:
وقال:
وقال:
ومن شعره ما عن مطلع البدور ومجمع البحور لصفي الدين أحمد بن صالح بن أبي الرجال:

## دراسات عنه
1. عليُّ بن المقرَّب العُيوني: حياته وشعره في المصادر العربية والأجنبية، تأليف د. صلاح كزَّارة، مؤسسة جائزة عبد العزيز سعود البابطين للإبداع الشعري بالكويت، 2002.

## طالع أيضًا
- المديح في شعر علي بن المقرب العيوني